# Liste der Biografien/Buck
Liste der Biografien |
Portal Biografien |
Personensuche
# |
A |
B |
C |
D |
E |
F |
G |
H |
I |
J |
K |
L |
M |
N |
O |
P |
Q |
R |
S |
T |
U |
V |
W |
X |
Y |
Z |
?
 
Ba |
Be |
Bd |
Bg |
Bh |
Bi |
Bj |
Bl |
Bm |
Bn |
Bo |
Br |
Bs |
Bu |
Bw |
By |
Bz
 
Bua |
Bub |
Buc |
Bud |
Bue |
Buf |
Bug |
Buh |
Bui |
Buj |
Buk |
Bul |
Bum |
Bun |
Buo |
Buq |
Bur |
Bus |
But–Buz
 
Buca |
Bucc |
Buce |
Buch |
Buci |
Buck |
Bucl |
Buco |
Bucq |
Bucr |
Bucs |
Bucu |
Bucy |
Bucz
Die Liste der Biografien führt alle Personen auf, die in der deutschsprachigen Wikipedia einen Artikel haben. Dieses ist eine Teilliste mit 317 Einträgen von Personen, deren Namen mit den Buchstaben „Buck“ beginnt.

## Buck
- Buck, Adolf (1896–1952), deutscher Fotograf
- Buck, Adriaan de (1892–1959), niederländischer Ägyptologe und Theologe
- Buck, Albert (1895–1942), deutscher Generalmajor im Zweiten Weltkrieg
- Buck, Alfred (1921–2011), Schweizer Maschinenbauingenieur und Hochschullehrer
- Buck, Alfred Eliab (1832–1902), US-amerikanischer Offizier und Politiker
- Buck, Andreas (* 1967), deutscher Fußballspieler
- Buck, Angelika (* 1950), deutsche Eiskunstläuferin
- Buck, Anthony (1936–2021), britischer Ringer
- Buck, August (1911–1998), deutscher Hochschullehrer; Ordinarius und Rektor an der Universität Marburg
- Buck, Badu (* 1999), deutscher Basketballspieler
- Buck, Brandon (* 1988), kanadischer Eishockeyspieler
- Buck, Brigitte (* 1964), deutsche Leichtathletin
- Buck, Bruce (* 1946), US-amerikanischer Unternehmer und Vorstandsvorsitzender des FC Chelsea
- Buck, C. Douglass (1890–1965), US-amerikanischer Politiker
- Buck, Carl Darling (1866–1955), US-amerikanischer Klassischer Philologe und Linguist
- Buck, Charles F. (1841–1918), US-amerikanischer Politiker deutscher Herkunft
- Buck, Charlotte (* 1995), US-amerikanische Ruderin
- Buck, Chris (* 1958), US-amerikanischer Regisseur, Drehbuchautor und Animator
- Buck, Christian (* 1966), deutscher Diplomat
- Buck, Craig (* 1958), US-amerikanischer Volleyballspieler
- Buck, Damian (1871–1940), Schweizer Benediktinerpater, Naturforscher und Pädagoge
- Buck, Dan, US-amerikanischer Zauberkünstler
- Buck, Daniel (1753–1816), US-amerikanischer Politiker
- Buck, Daniel (1875–1921), deutscher Künstler, Zeichenlehrer, Zeichner und Maler
- Buck, Daniel Azro Ashley (1789–1841), US-amerikanischer Politiker
- Buck, Dave, US-amerikanischer Zauberkünstler
- Buck, David J., US-amerikanischer Offizier, Generalleutnant der US Air Force
- Buck, Detlev (* 1962), deutscher Filmregisseur, Schauspieler, Drehbuchautor und FilmproduzentDetlev Buck (* 1962)

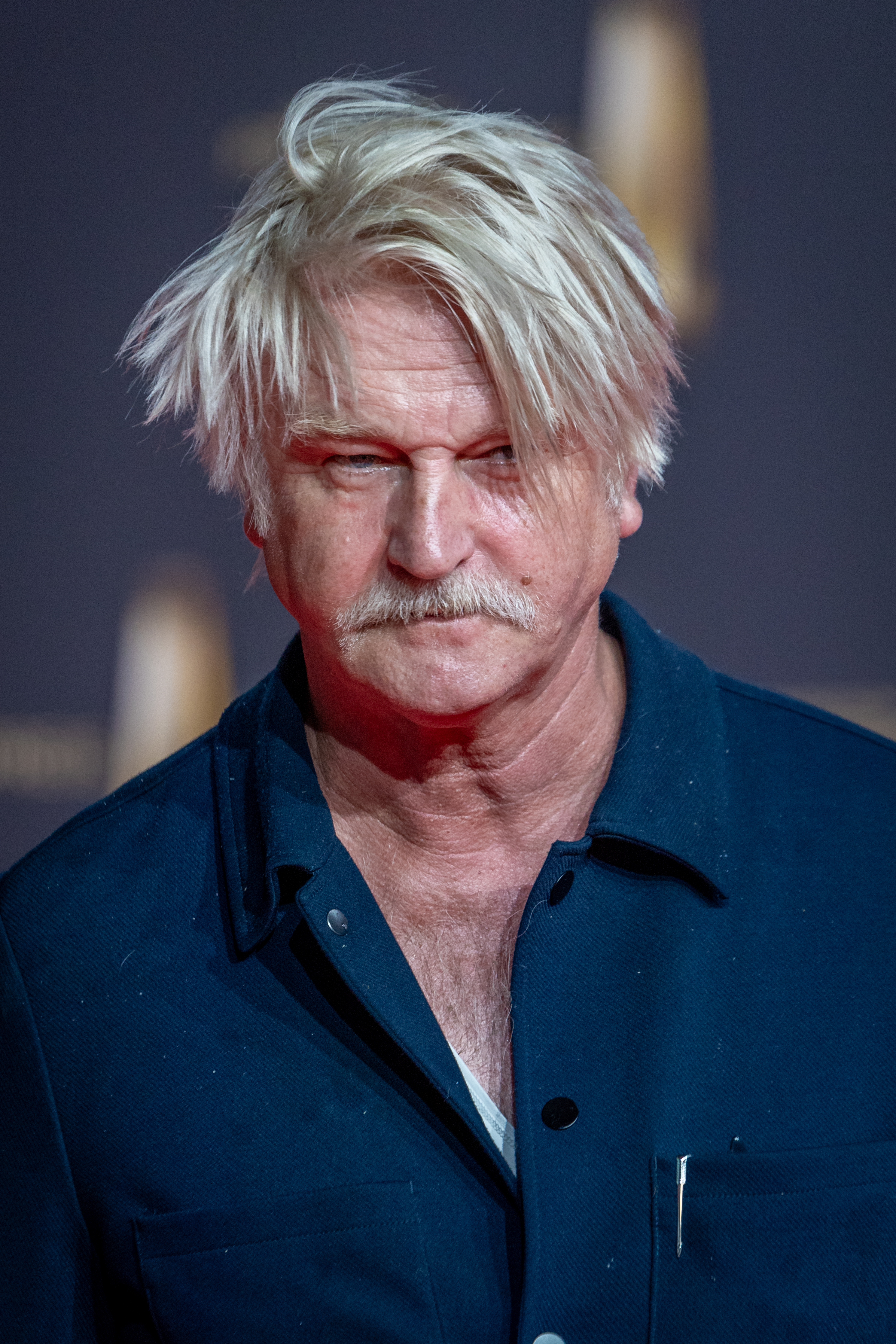
Detlev Buck (* 1962)

- Buck, Dieter (* 1953), deutscher Autor, Journalist und Fotograf
- Buck, Doris Pitkin (1898–1980), US-amerikanische Science-Fiction-Autorin
- Buck, Dorothea (1917–2019), deutsche Autorin und Menschenrechtlerin
- Buck, Dudley (1839–1909), amerikanischer Komponist und Organist
- Buck, Elisabeth (* 1958), deutsche Musik- und Religionspädagogin
- Buck, Ellsworth B. (1892–1970), US-amerikanischer Politiker
- Buck, Elmar (1945–2025), deutscher Germanist
- Buck, Erich (* 1949), deutscher Eiskunstläufer
- Buck, Fidelis (1916–1979), deutsch-kanadischer Jesuit und Professor für Altes Testament
- Buck, Frank H. (1887–1942), US-amerikanischer Politiker
- Buck, Friedrich (1801–1881), deutscher Kantor, Komponist und Musikdirektor
- Buck, Friedrich Johann (1722–1786), deutscher Philosoph und Mathematiker
- Buck, Fritz (1877–1961), deutsch-bolivianischer Juwelier, Sammler und autodidaktischer Archäologe
- Buck, Gene (1885–1957), US-amerikanischer Illustrator, Songwriter und Musikproduzent
- Buck, Georg (1932–2022), deutscher Fußballspieler
- Buck, George (1929–2013), US-amerikanischer Impresario und Musikproduzent
- Buck, Gerhard († 1489), deutscher Ordensbruder
- Buck, Günther (1925–1983), deutscher Philosoph und Pädagoge
- Buck, Harald Donald, britischer Radrennfahrer
- Buck, Heinrich (1833–1883), deutscher Orgelbauer
- Buck, Heinrich (1866–1939), deutscher Numismatiker und Bibliothekar
- Buck, Heinrich (* 1911), deutscher Fußballspieler
- Buck, Hellmuth (1892–1983), deutscher Konservator und nationalsozialistischer Funktionär
- Buck, Ilse (1923–2012), österreichische Gymnastiklehrerin, Radiomoderatorin und Autorin
- Buck, Inge (* 1936), deutsche Kulturwissenschaftlerin und Schriftstellerin
- Buck, Ingrid (1913–1996), deutsche Volkskundlerin
- Buck, Jan (1922–2019), sorbischer Maler
- Buck, Jochen (* 1968), deutscher Unfallforscher
- Buck, John R. (1835–1917), US-amerikanischer Politiker
- Buck, Joseph (1820–1897), deutscher Maler und Heimatforscher
- Buck, Joseph (* 1981), deutscher Basketballspieler
- Buck, Karl (1893–1977), deutscher SS-Hauptsturmführer und LagerkommandantKarl Buck (1893–1977)

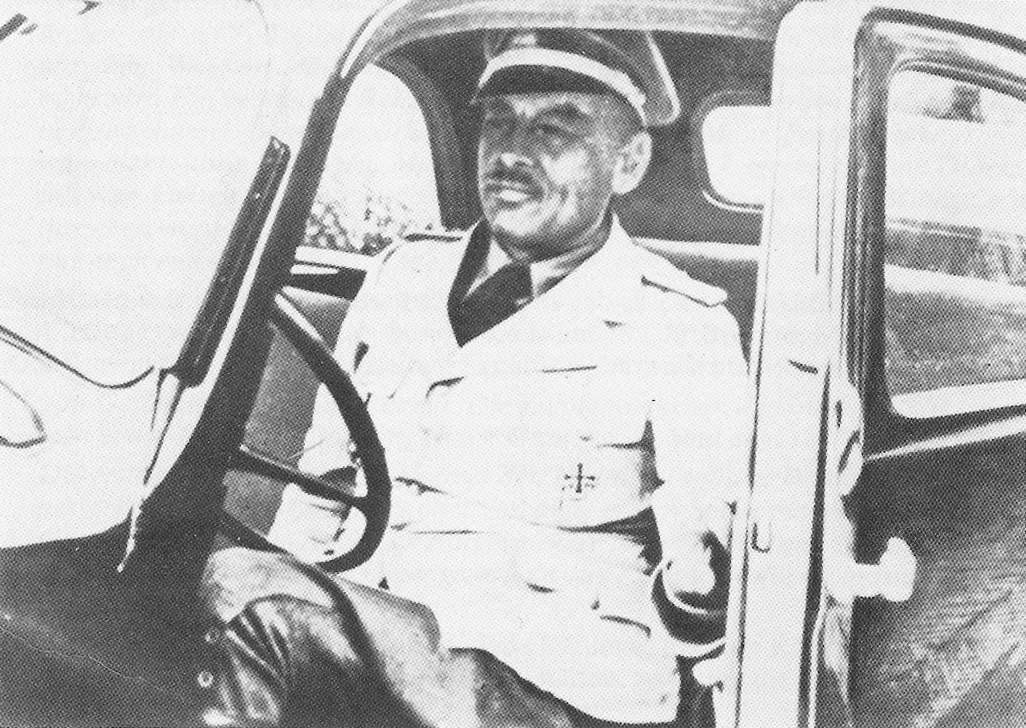
Karl Buck (1893–1977)

- Buck, Ken (* 1959), US-amerikanischer Jurist und Politiker
- Buck, Lambrecht, deutscher Schöffe und Bürgermeister der Freien Reichsstadt Aachen
- Buck, Leffert L. (1837–1909), US-amerikanischer Brückenbau-Ingenieur
- Buck, Linda B. (* 1947), US-amerikanische Neurophysiologin, Nobelpreisträgerin
- Buck, Luzie (* 1983), deutsche Schauspielerin
- Buck, Manfred (1951–2023), deutscher Arzt, Laienpriester und Politiker (CDU), MdVK
- Buck, Markus (* 1979), deutscher Poolbillardspieler
- Buck, Matthias (1961–2023), deutscher Bühnenautor, Kunstkritiker, Kurator und Kunsthistoriker
- Buck, Michel (1832–1888), deutscher Mediziner, Kulturhistoriker und schwäbischer Dialektdichter
- Buck, Mike (* 1967), US-amerikanischer American-Football-Spieler
- Buck, O. A. (1914–1989), deutscher Schauspieler
- Buck, Paul (1911–2006), deutscher Klavierpädagoge
- Buck, Pearl S. (1892–1973), US-amerikanische SchriftstellerinPearl S. Buck (1892–1973)

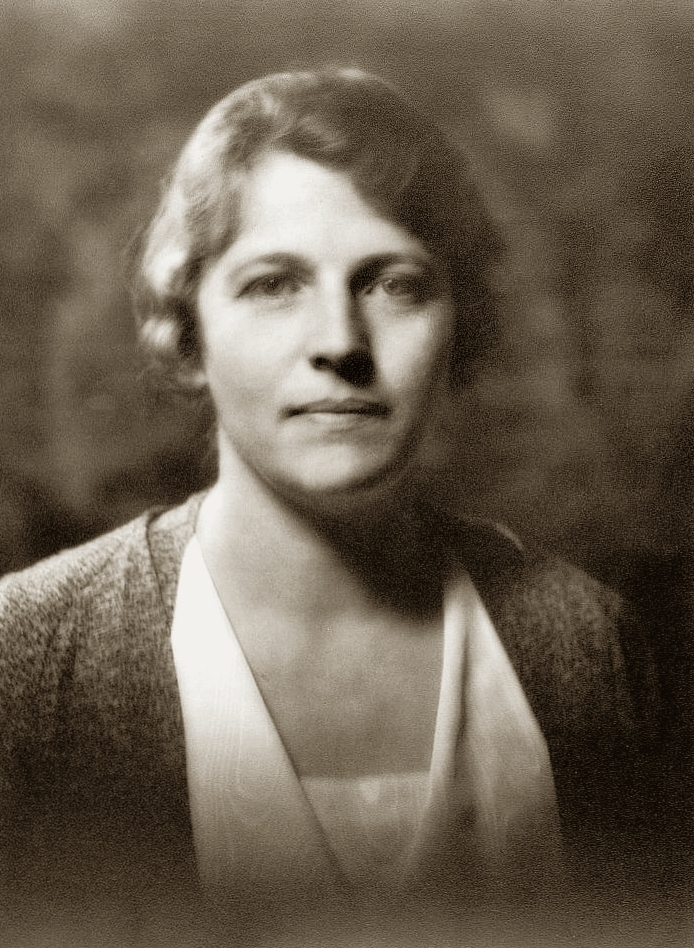
Pearl S. Buck (1892–1973)

- Buck, Percy (1871–1947), britischer Musikdozent, Schriftsteller, Organist und Komponist
- Buck, Peter (1937–2024), deutscher Cellist
- Buck, Peter (* 1956), US-amerikanischer Musiker (R.E.M.)Peter Buck (* 1956)

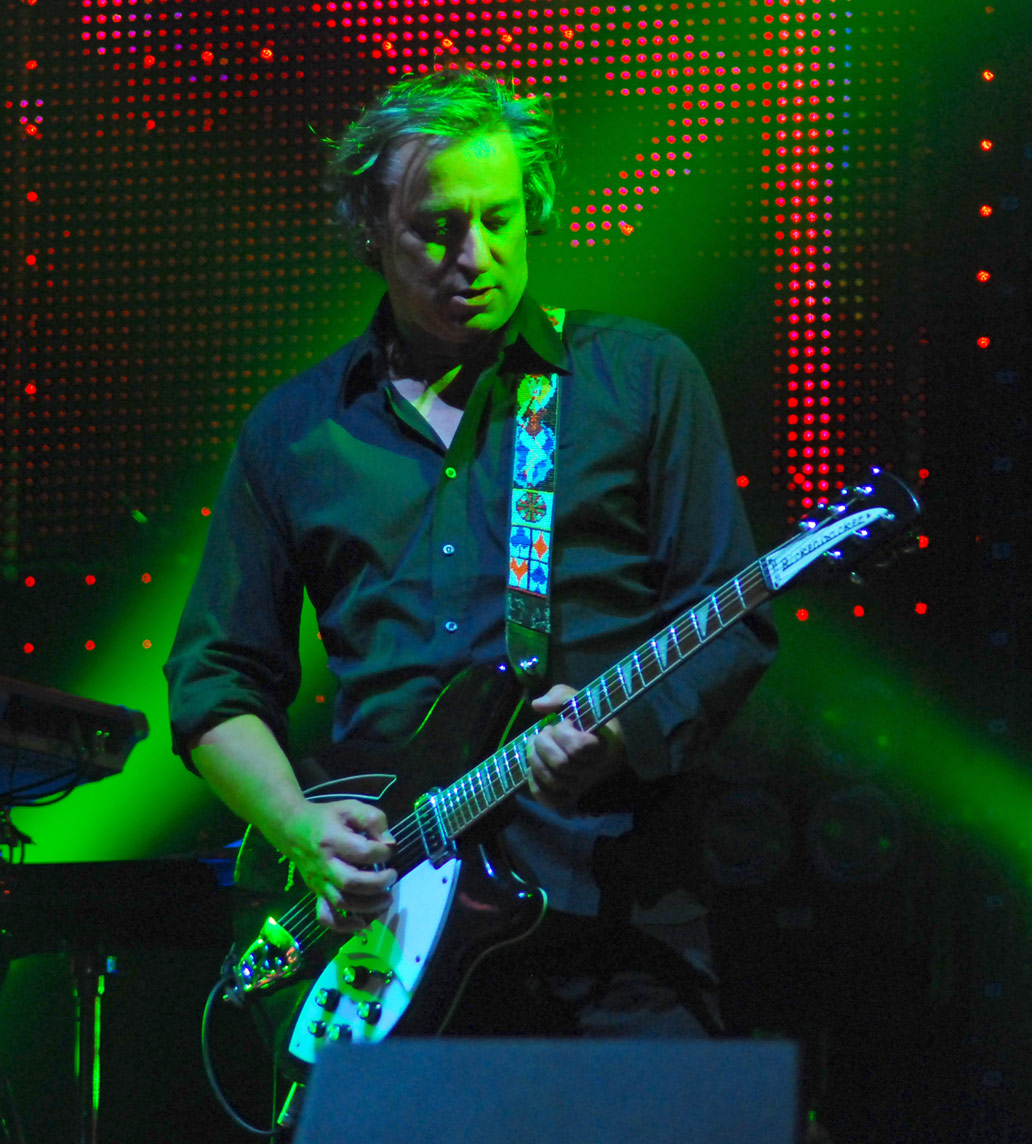
Peter Buck (* 1956)

- Buck, Richard (* 1986), britischer Sprinter
- Buck, Robert Creighton (1920–1998), US-amerikanischer Mathematiker
- Buck, Robert Nietzel (1914–2007), US-amerikanischer Pilot
- Buck, Rudolf (1866–1952), deutscher Komponist
- Buck, Sean (* 1960), US-amerikanischer Offizier, Vizeadmiral der US-Navy
- Buck, Sibyl (* 1972), US-amerikanische Musikerin und Model
- Buck, Stefan (* 1980), deutscher Fußballspieler
- Buck, Theo (1930–2019), deutscher Germanist und Biograf
- Buck, Thomas (* 1965), deutscher Kardiologe
- Buck, Thomas Martin (* 1961), deutscher Historiker und Hochschullehrer
- Buck, Tim (1891–1973), kanadischer Politiker
- Buck, Tony (* 1962), australischer Schlagzeuger und Perkussionist
- Buck, Vera (* 1986), deutsche Schriftstellerin
- Buck, Werner (1925–2010), niederländischer Politiker (KVP, CDA)
- Buck, Wilhelm (1869–1945), deutscher Politiker (SPD), MdR
- Buck, Willi (1911–1997), Schweizer Kirchen Gold- und Silberschmied, Maler, Zeichner, Plastiker und Glasmaler
- Buck, William R. (* 1950), US-amerikanischer Bryologe
- Buck, Wolfgang (* 1958), deutscher Liedermacher und KabarettistWolfgang Buck (* 1958)

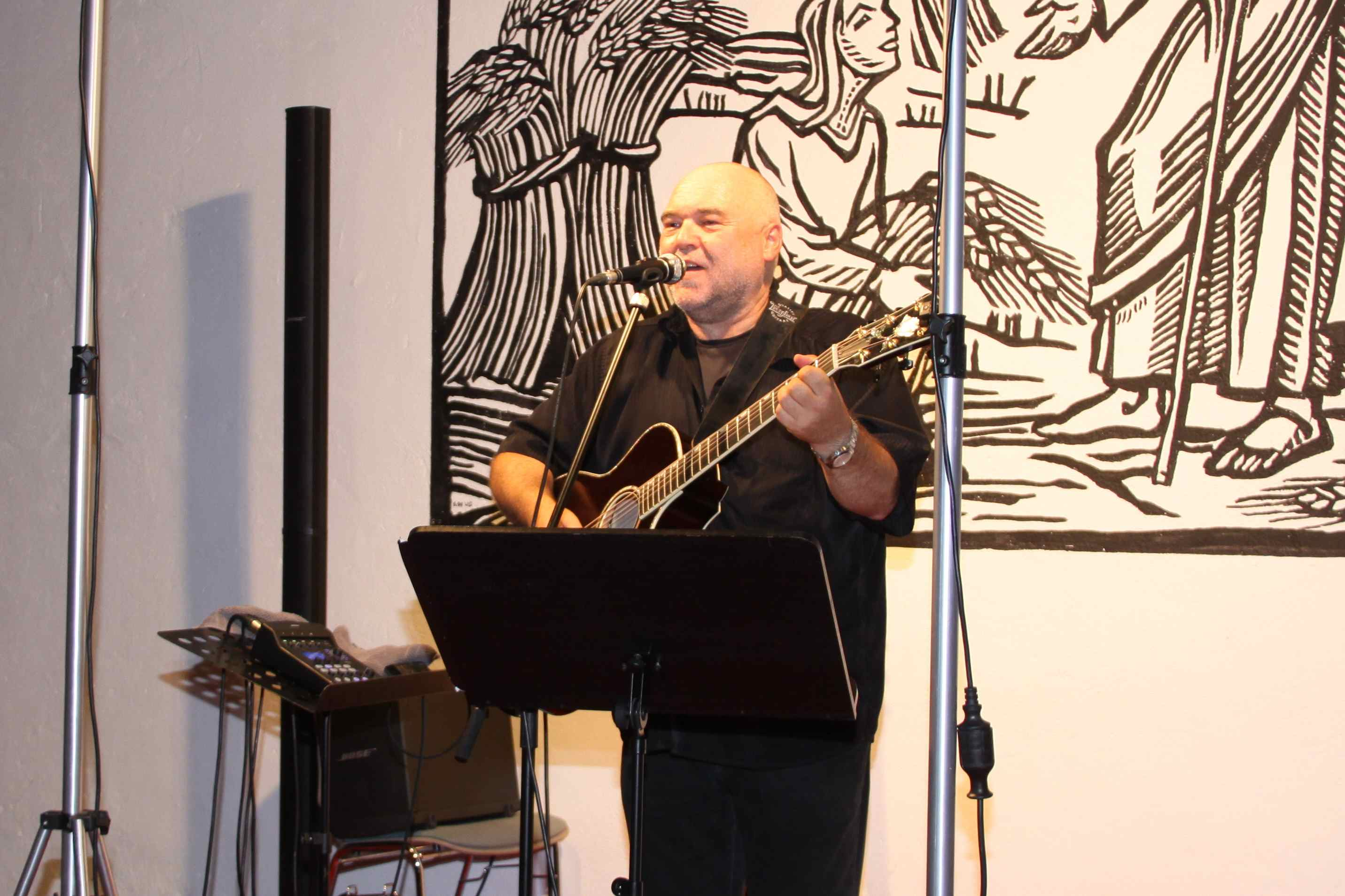
Wolfgang Buck (* 1958)

- Buck-Gramcko, Dieter (1927–2012), deutscher Chirurg
- Buck-Gramcko, Horst (* 1929), deutscher Orthopäde und Ärztefunktionär in Hamburg
- Buck-Gramcko, Tobias (* 2001), deutscher Radsportler
- Buck-Heeb, Petra (* 1963), deutsche Juristin und Hochschullehrerin
- Buck-Morss, Susan (* 1942), US-amerikanische Politologin und Philosophin
- Buck-Setter, Ingrid (1938–2005), deutsche Schauspielerin und Moderatorin

### Bucka
- Bucka, Hans (1913–2003), deutscher Schriftsteller und Heimatforscher
- Bucka, Hans (1925–2011), deutscher Physiker und Hochschullehrer
- Buckalew, Becca, US-amerikanische Schauspielerin
- Buckalew, Charles R. (1821–1899), US-amerikanischer Politiker (Demokratische Partei)
- Buckard, Christian (* 1962), deutscher Journalist und Autor

### Buckb
- Buckbee, John T. (1871–1936), US-amerikanischer Politiker

### Bucke
- Bucke, Johann Christian (1672–1723), deutscher lutherischer Theologe
- Bucke, Richard Maurice (1837–1902), kanadischer Psychiater
- Buckel, Sonja (* 1969), deutsche Politikwissenschaftlerin und Juristin
- Buckel, Ursula (1926–2005), deutsche Sängerin (Sopran)
- Buckel, Werner (1920–2003), deutscher Physiker
- Buckell, Tobias S. (* 1979), grenadischer Science-Fiction-Schriftsteller
- Bückelsburg, Bertold von († 1427), Bischof von Brixen
- Bücken, Eckart (* 1943), deutscher Autor, Referent für kulturelle Bildung in Düsseldorf
- Bücken, Ernst (1884–1949), deutscher Musikwissenschaftler
- Bücken, Erwin (1910–2005), deutscher Dichterarzt
- Bücken, Hajo (1944–2016), deutscher Spieleautor
- Bücken, Hans-Dieter (1932–2006), deutscher Wasserbauingenieur, Verwaltungsbeamter und Behördenleiter
- Bücken, Peter (1830–1915), deutscher Maler
- Buckendahl, Georg (1899–1958), deutscher Politiker (SPD), MdBB
- Buckenlei, Susanne (* 1976), deutsche Triathletin
- Buckenmaier, Achim (* 1959), deutscher Geistlicher und römisch-katholischer Theologe
- Buckenmaier, Claudia (* 1964), deutsche Journalistin
- Buckens, Celine (* 1996), belgisch-britische Schauspielerin
- Bücker, André (* 1969), deutscher Theaterregisseur und -intendant
- Bücker, Birgit (* 1956), deutsche Theater- und Filmschauspielerin
- Bücker, Carl Clemens (1895–1976), deutscher Flugzeugkonstrukteur
- Bücker, Erich (1930–2013), deutscher Fußballspieler
- Bücker, Heinrich, deutscher Maler und Kirchenmaler sowie Restaurator
- Bücker, Heinrich (1922–1983), deutscher ehemaliger Feldhandballspieler
- Bücker, Heinrich Gerhard (1922–2008), deutscher Bildhauer, Maler und Kalligraph
- Bucker, Johann, deutscher Kartograph
- Bücker, Joseph (1927–2001), deutscher Verwaltungsjurist, Direktor beim Deutschen Bundestag
- Bücker, Stefan (* 1959), deutscher Schachspieler und Schachbuchautor
- Bücker, Teresa (* 1984), deutsche Journalistin und FeministinTeresa Bücker (* 1984)

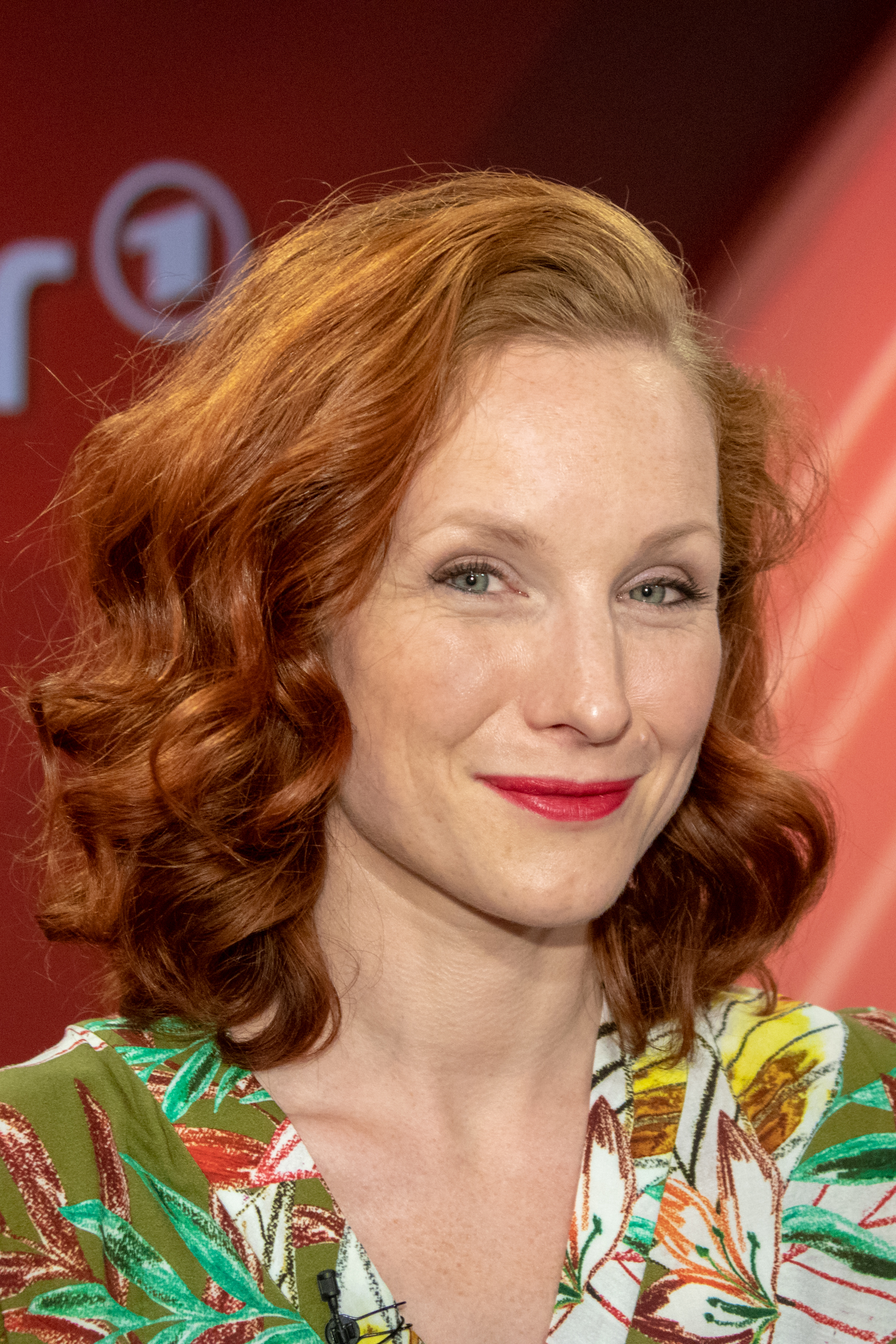
Teresa Bücker (* 1984)

- Bücker, Theo (* 1948), deutscher Fußballspieler und -trainer
- Buckermann, Jan Niklas (* 1996), deutscher Unihockeyspieler
- Buckermann, Wilhelm (1934–2004), deutscher Kommunalpolitiker (CDU)
- Buckert, Ludwig (1796–1855), deutscher Oberforstmeister und Politiker
- Buckethead (* 1969), US-amerikanischer GitarristBuckethead (* 1969)

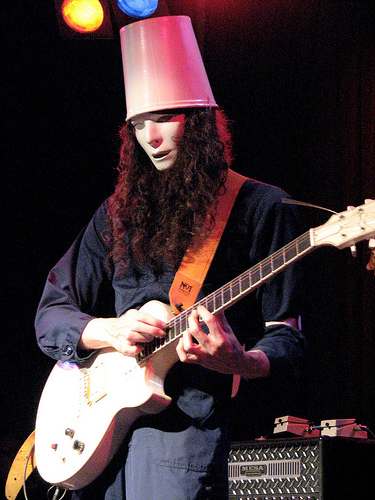
Buckethead (* 1969)

- Buckewitz, Dieter (* 1947), deutscher Fußballspieler
- Buckey, Jay C. (* 1956), US-amerikanischer Astronaut

### Buckf
- Buckfield, Julie (* 1976), britische Schauspielerin

### Buckh
- Buckhøj, Henny Lindorff (1902–1979), dänische Schauspielerin
- Buckhøj, Jørgen (1935–1994), dänischer Schauspieler
- Buckhøj, Per (1902–1964), dänischer Schauspieler
- Buckhorn, Bob (* 1958), US-amerikanischer Politiker, Bürgermeister von Tampa (2011–2019)

### Bucki
- Bucking, Arnold, Inkunabeldrucker in Rom
- Bücking, Hans-Günther (1951–2025), deutscher Kameramann und Regisseur
- Bücking, Hermann (1848–1926), deutscher Tiefbau-Ingenieur und Baubeamter in Bremen
- Bücking, Hermann (1863–1931), deutscher katholischer Geistlicher, Steyler Missionar in Togo
- Bücking, Hugo (1851–1932), deutscher Geologe und Mineraloge
- Bücking, Jürgen (1940–1975), deutscher Historiker und Hochschullehrer
- Bücking, Karl (1809–1866), Landtagsabgeordneter Großherzogtum Hessen
- Bücking, Klaus (1908–1980), deutscher Bildhauer und Widerstandskämpfer gegen den Nationalsozialismus
- Bücking, Martin (1868–1954), deutscher evangelisch-lutherischer Pfarrer und Autor
- Bücking, Robert (* 1952), deutscher Politiker (Bündnis 90/Die Grünen), MdBB
- Buckingham, A. David (1930–2021), australischer Chemiker
- Buckingham, Ben (* 1991), australischer Leichtathlet
- Buckingham, Celeste (* 1995), slowakische Sängerin und Schauspielerin
- Buckingham, Edgar (1867–1940), US-amerikanischer Physiker und Bodenmechaniker
- Buckingham, Greg (1945–1990), US-amerikanischer Schwimmer
- Buckingham, James Silk (1786–1855), britischer Forschungsreisender, Abgeordneter und Schriftsteller
- Buckingham, John, US-amerikanischer Jazzmusiker
- Buckingham, Kyle (* 1983), südafrikanischer Triathlet
- Buckingham, Lindsey (* 1949), US-amerikanischer Rockmusiker und KomponistLindsey Buckingham (* 1949)

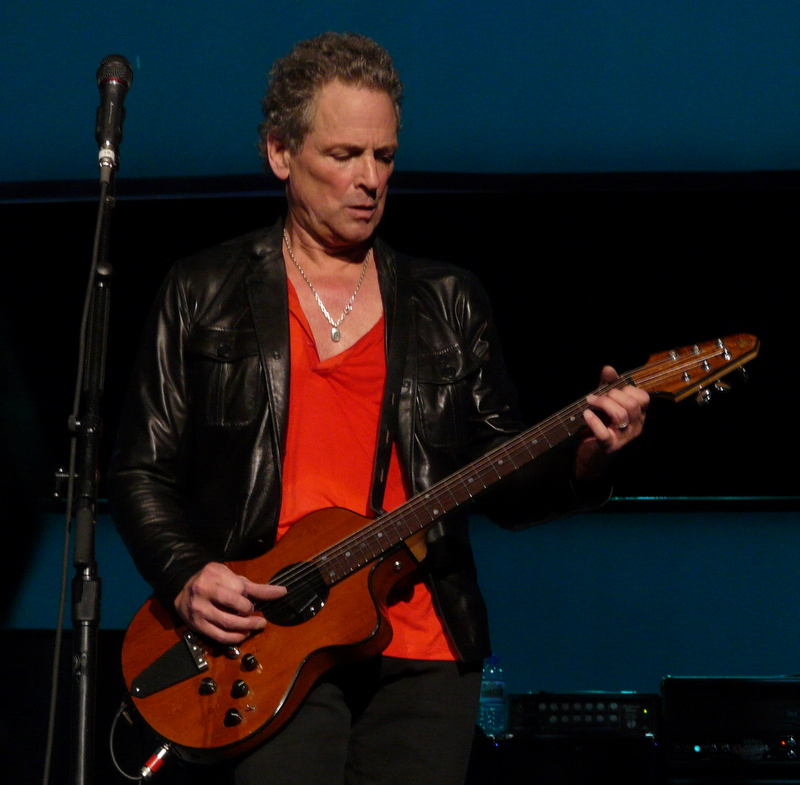
Lindsey Buckingham (* 1949)

- Buckingham, Lucy (* 1992), britische Triathletin
- Buckingham, Margaret (* 1945), britisch-französische Entwicklungsbiologin und Professorin am Institut Pasteur in Paris
- Buckingham, Mark (* 1966), britischer Comiczeichner
- Buckingham, Royce (* 1966), US-amerikanischer Autor
- Buckingham, Tony, britischer Unternehmer
- Buckingham, Vic (1915–1995), englischer Fußballspieler und -trainer
- Buckingham, Walter (1924–1967), amerikanischer Hochschullehrer
- Buckingham, William Alfred (1804–1875), US-amerikanischer Politiker
- Buckingham, Yvonne, englische Schauspielerin
- Buckisch und Löwenfels, Gottfried Ferdinand von († 1699), deutscher Rechtswissenschaftler und Historiker

### Buckl
- Buckland Wright, John (1897–1954), britischer Maler, Illustrator, Grafiker und Radierer
- Buckland, Andrew, amerikanischer Filmeditor
- Buckland, Anne Walbank (1832–1899), britische Anthropologin und Autorin
- Buckland, Chelsea (* 1990), kanadische Fußballspielerin
- Buckland, Frank (1826–1880), englischer Chirurg und Journalist
- Buckland, George (1883–1937), britischer Lacrossespieler
- Buckland, Graham (* 1951), britischer Dirigent und Komponist
- Buckland, Jessie (1878–1939), neuseeländische Fotografin
- Buckland, Jonny (* 1977), britischer MusikerJonny Buckland (* 1977)

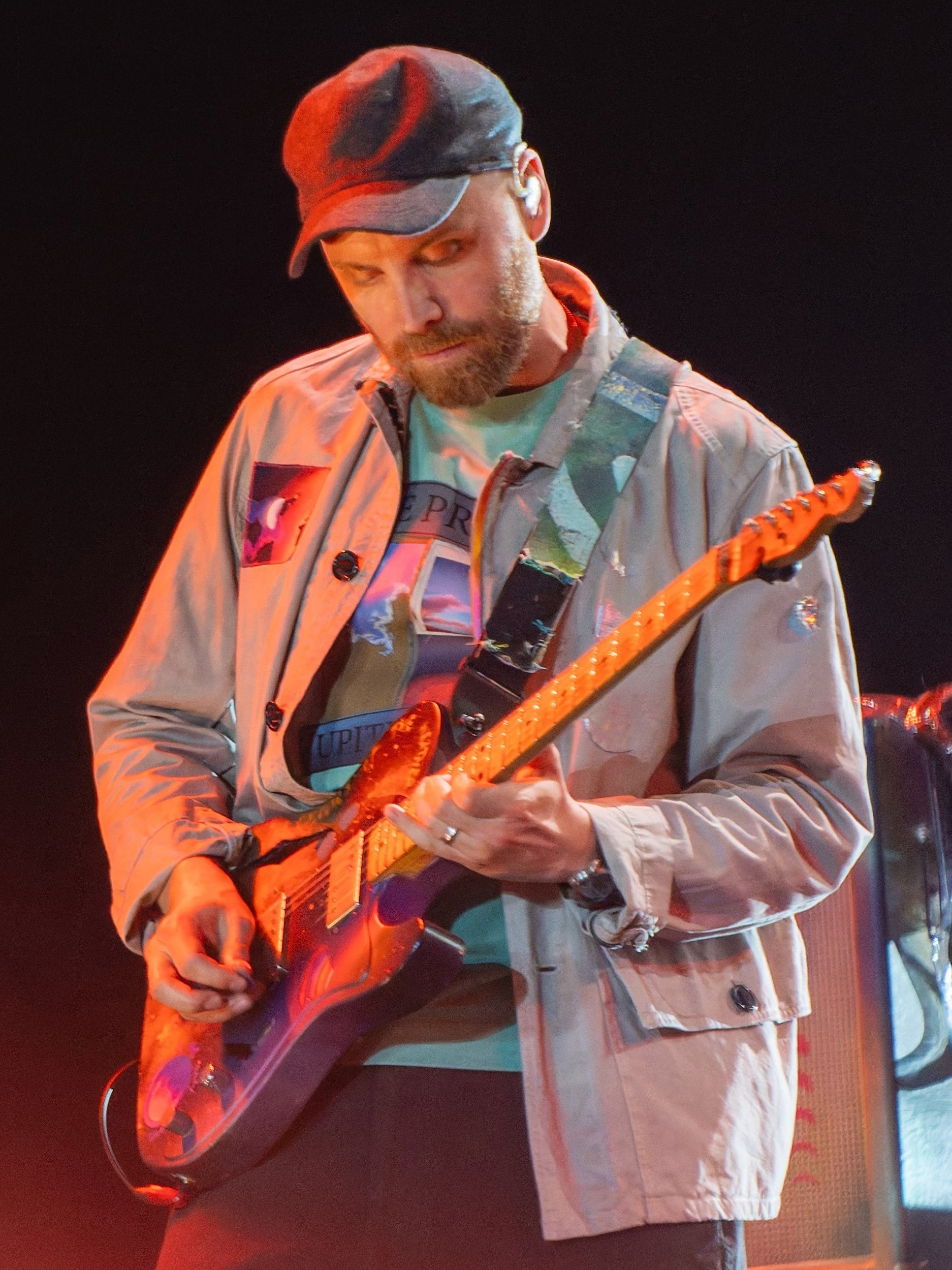
Jonny Buckland (* 1977)

- Buckland, Kira (* 1987), US-amerikanische Synchronsprecherin
- Buckland, Mary (1797–1857), britische Paläontologin und wissenschaftliche Illustratorin
- Buckland, Ralph Pomeroy (1812–1892), US-amerikanischer Politiker
- Buckland, Raymond (1934–2017), britischer Autor, Hohepriester des Wicca und Mitbegründer des Seax-Wicca
- Buckland, Robert (* 1968), britischer Politiker (Conservative Party)
- Buckland, Stéphan (* 1977), mauritischer Sprinter
- Buckland, William (1784–1856), englischer Geologe und Paläontologe
- Buckle, Carolyn Rayna (* 2000), australische Synchronschwimmerin
- Buckle, Henry Thomas (1821–1862), englischer Historiker und Schachspieler
- Buckle, James († 1884), irischer Fußballspieler
- Bückle, Rul (1925–2005), deutscher Unternehmer und Pilot
- Bückler, Johannes (1779–1803), deutscher RäuberJohannes Bückler (1779–1803)

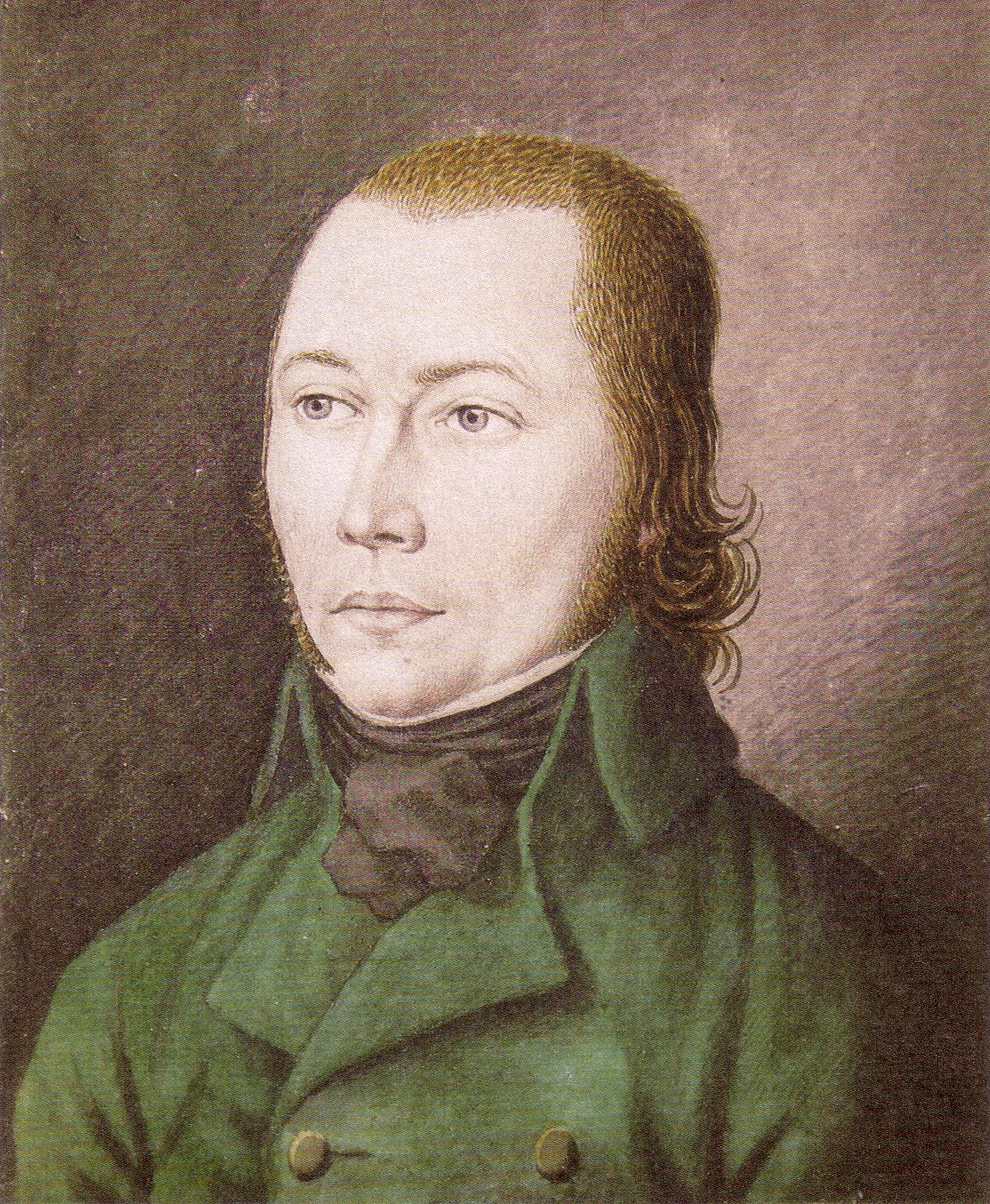
Johannes Bückler (1779–1803)

- Buckler, Julius (1893–1960), deutscher Soldat der Fliegertruppe
- Buckler, Kevin (* 1959), US-amerikanischer Autorennfahrer, Rennstallbesitzer und Winzer
- Buckler, Rich T. (1865–1950), US-amerikanischer Politiker
- Buckler, William (1814–1884), britischer Entomologe und Maler
- Buckles, Frank (1901–2011), US-amerikanischer Veteran des Ersten Weltkriegs
- Buckley, A. J. (* 1977), kanadischer Schauspieler
- Buckley, Andy (* 1965), US-amerikanischer Schauspieler, Drehbuchautor und Filmproduzent
- Buckley, Betty (* 1947), US-amerikanische Schauspielerin und Sängerin
- Buckley, Bob (* 1943), amerikanischer Science-Fiction-Autor
- Buckley, Brendan (* 1977), US-amerikanischer Eishockeyspieler und -trainer
- Buckley, Bryan (* 1963), US-amerikanischer Filmregisseur, Drehbuchautor und Filmproduzent
- Buckley, Carol, US-amerikanische Elefantenschützerin
- Buckley, Charles A. (1890–1967), US-amerikanischer Politiker
- Buckley, Charles Waldron (1835–1906), US-amerikanischer Geistlicher, Richter und Politiker (Republikanische Partei)
- Buckley, Christopher (* 1952), US-amerikanischer Autor
- Buckley, David (* 1976), britischer Komponist von Filmmusik
- Buckley, Delron (* 1977), südafrikanischer Fußballspieler
- Buckley, Frank (1882–1964), englischer Fußballspieler und -trainer
- Buckley, George (1875–1955), britischer Cricketspieler
- Buckley, George (* 1947), englischer Manager
- Buckley, James L. (1923–2023), US-amerikanischer Jurist und Politiker
- Buckley, James R. (1870–1945), US-amerikanischer Politiker
- Buckley, James V. (1894–1954), US-amerikanischer Politiker
- Buckley, Jeff (1966–1997), US-amerikanischer Sänger und Gitarrist
- Buckley, Jessie (* 1989), irische Schauspielerin und SängerinJessie Buckley (* 1989)

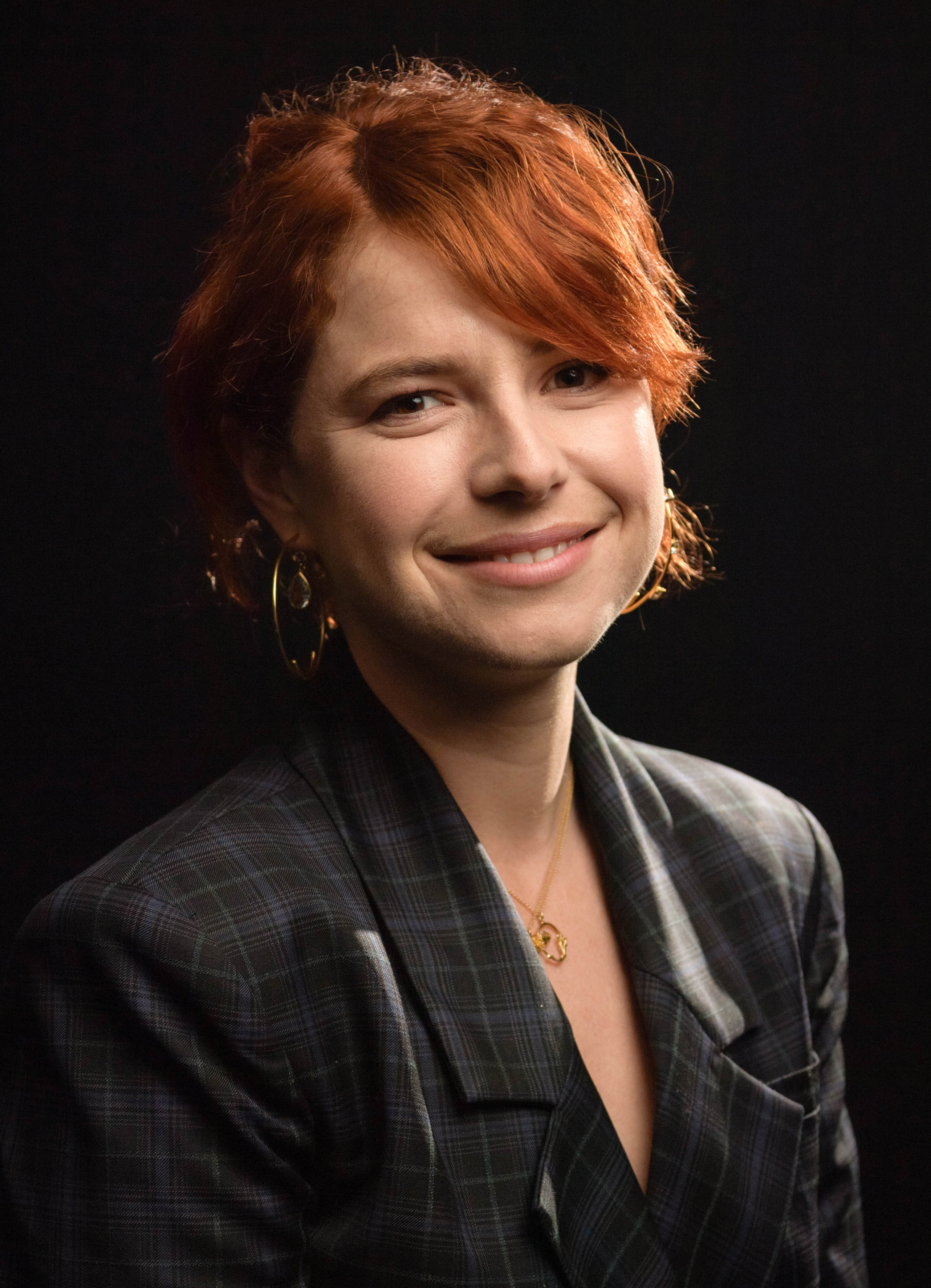
Jessie Buckley (* 1989)

- Buckley, John (* 1939), irischer Geistlicher, emeritierter römisch-katholischer Bischof von Cork und Ross
- Buckley, John, 3. Baron Wrenbury (1927–2014), britischer Geistlicher und Politiker
- Buckley, Jonathon, australischer Schauspieler, Synchronsprecher, Hörfunkmoderator und Moderator
- Buckley, Jules (* 1980), englischer Dirigent, Komponist und Arrangeur
- Buckley, Mick (1953–2013), englischer Fußballspieler
- Buckley, Nick (* 1968), britischer Aktivist und Politiker
- Buckley, Norman (* 1955), US-amerikanischer Fernsehregisseur und Filmeditor
- Buckley, Pat (* 1969), irischer Politiker
- Buckley, Peter (1944–1969), britischer Radrennfahrer (Isle of Man)
- Buckley, Pola, US-amerikanische Politikerin
- Buckley, Raymond (* 1959), US-amerikanischer Politiker
- Buckley, Regan (* 1997), irischer Boxer
- Buckley, Richard (1948–2021), US-amerikanischer Modejournalist
- Buckley, Robert (* 1981), US-amerikanischer Schauspieler
- Buckley, Sam (* 2001), irischer Squashspieler
- Buckley, Steve (* 1959), britischer Jazzmusiker (Saxophone, auch Pennywhistle, Bassklarinette)
- Buckley, T. Garry (1922–2012), US-amerikanischer Politiker
- Buckley, Tim (1947–1975), US-amerikanischer Singer-SongwriterTim Buckley (1947–1975)

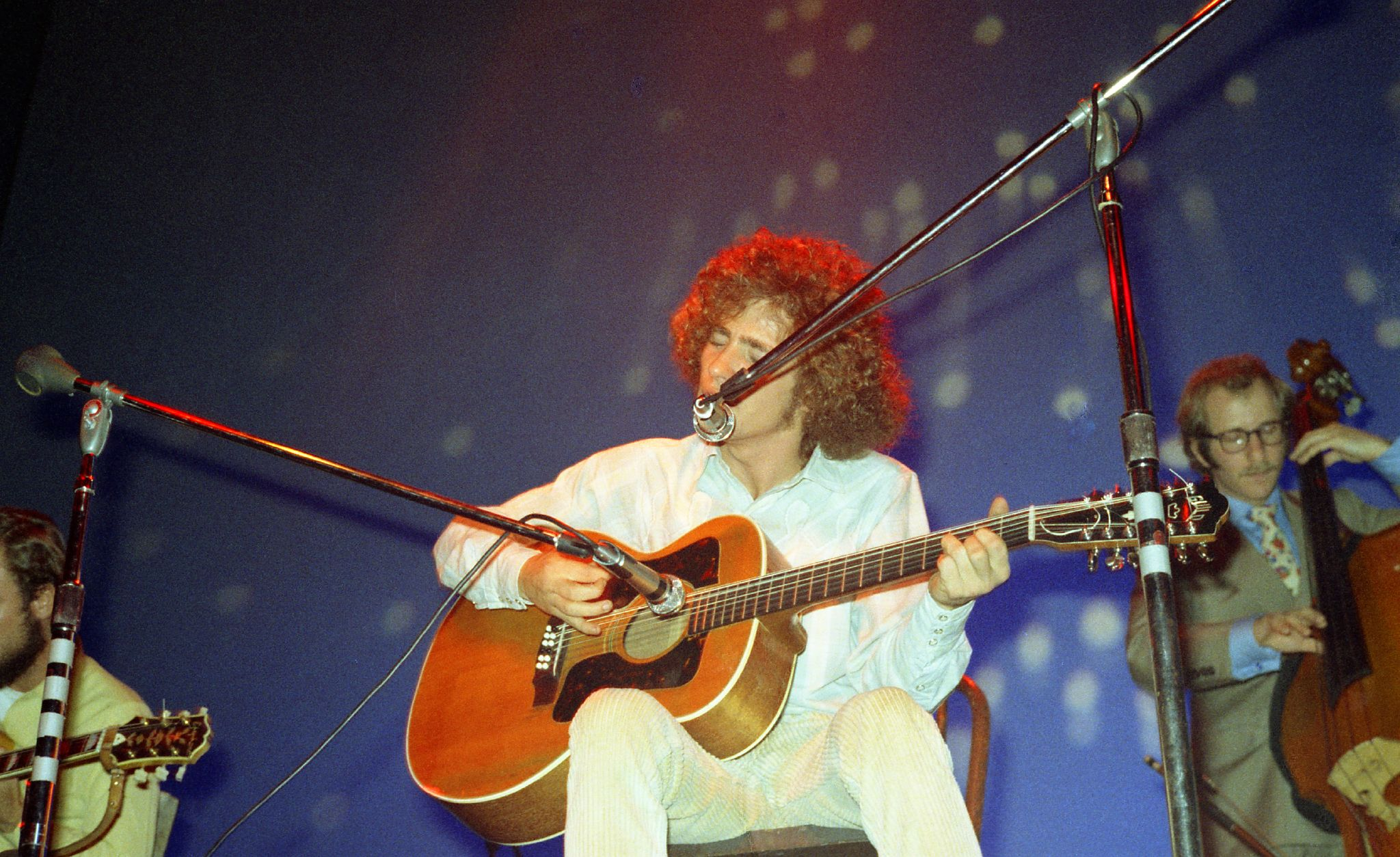
Tim Buckley (1947–1975)

- Buckley, Tom (1928–2015), US-amerikanischer Journalist, Literatur- und Filmkritiker
- Buckley, Veronica (* 1956), britisch-neuseeländische Biografin
- Buckley, William (1780–1856), Brite, der als Sträfling 32 Jahre unter Aborigines lebte
- Buckley, William F. (1928–1985), US-amerikanischer CIA-Agent
- Buckley, William F. Jr. (1925–2008), konservativer US-amerikanischer Autor, Journalist und KommentatorWilliam F. Buckley, Jr. (1925–2008)

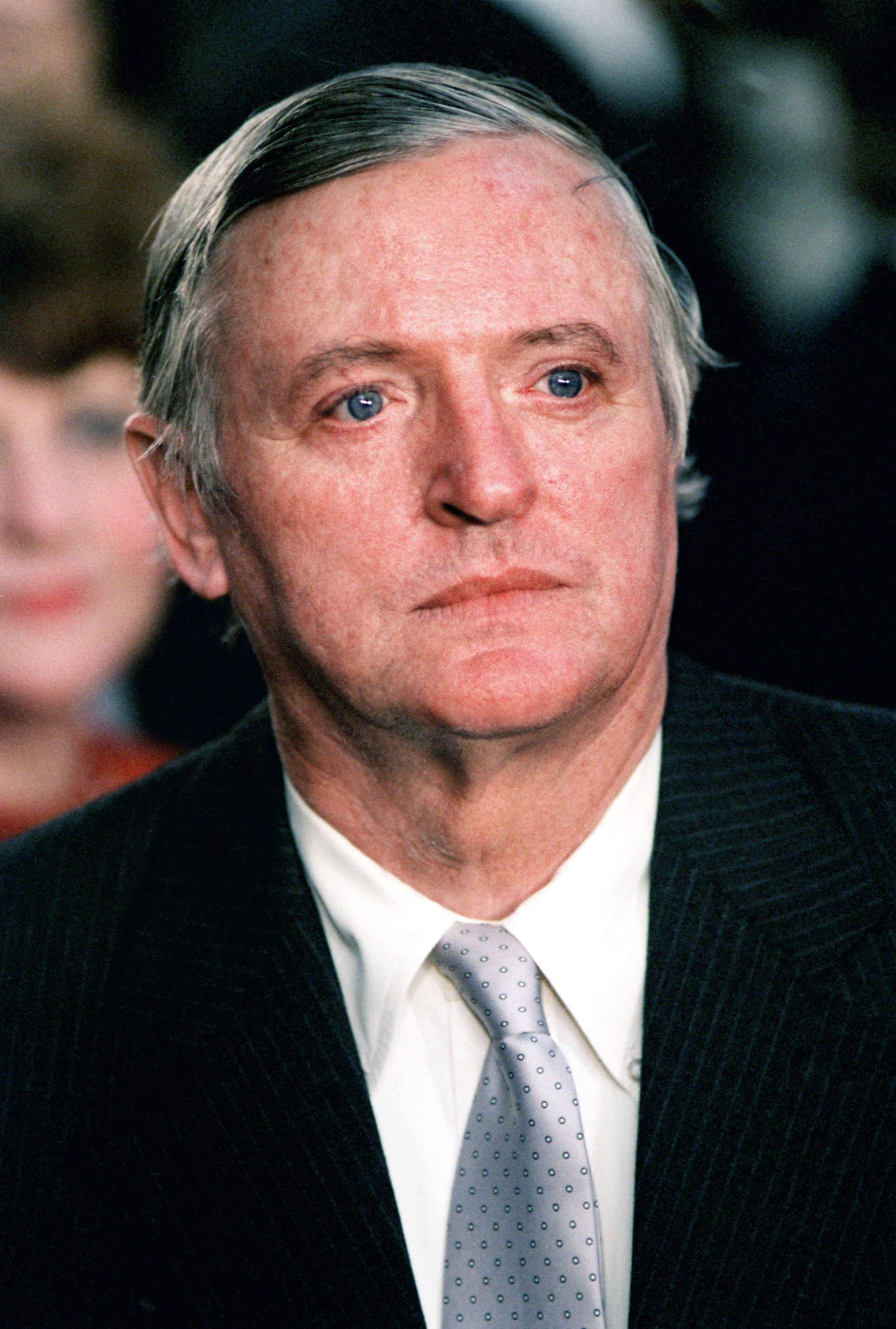
William F. Buckley, Jr. (1925–2008)

- Buckley-Archer, Linda (* 1958), britische Schriftstellerin
- Bucklin, Margarete, deutsche als Hexe verfolgte Frau
- Bückling, Carl Friedrich (1756–1812), deutscher Erfinder, Dampfmaschinenkonstrukteur in Preußen
- Bückling, Hermann (1853–1938), deutscher Unternehmer

### Buckm
- Buckmaier, Eduard (* 1966), deutscher Fußballspieler
- Buckman, Bradley (* 1984), US-amerikanischer Basketballspieler
- Buckman, Clarence (1851–1917), US-amerikanischer Politiker
- Buckman, Rosina (1881–1948), neuseeländische Opernsängerin
- Buckman, Zoe (* 1988), australische Leichtathletin
- Bückmann, Adolf (1900–1993), deutscher Zoologe, Fischereiwissenschaftler, Professor und Leiter der Biologischen Anstalt Helgoland (BAH)
- Bückmann, Detlef (1927–2024), deutscher Zoologe, Forscher und Hochschullehrer
- Bückmann, Hermann, deutscher Goldschmied, Königlich Hannoverscher Hofjuwelier sowie Gold- und Silberarbeiter
- Buckmaster, Briana (* 1982), kanadische Schauspielerin, Sängerin und Drehbuchautorin
- Buckmaster, Maurice (1902–1992), britischer Nachrichtendienstoffizier
- Buckmaster, Paul (1946–2017), englischer Komponist und Arrangeur
- Buckmaster, Stanley, 1. Viscount Buckmaster (1861–1934), britischer Rechtsanwalt, Politiker, Mitglied des House of Commons und Lordkanzler
- Buckmaster, Tristan (* 1985), australischer Mathematiker
- Buckmeier, Sergius (* 1985), deutscher Schauspieler
- Buckmiller, Michael (* 1943), deutscher Politologe
- Buckminster, Joseph Stevens (1784–1812), US-amerikanischer Geistlicher

### Buckn
- Bucknall, Gerard (1894–1980), britischer Heeresoffizier, Generalleutnant
- Bucknall, Henry (1885–1962), britischer Ruderer
- Bucknall, Steve (* 1966), britischer Basketballspieler
- Buckner, Alexander (1785–1833), US-amerikanischer Politiker
- Buckner, Amanda (* 1975), US-amerikanische Kampfsportlerin
- Buckner, Aylett Hawes (1816–1894), US-amerikanischer Politiker
- Buckner, Aylette (1806–1869), US-amerikanischer Politiker
- Buckner, Bill (1949–2019), US-amerikanischer Baseballspieler
- Buckner, DeForest (* 1994), US-amerikanischer American-Football-Spieler
- Bückner, Hans (1912–2002), deutscher Mathematiker und Rechenmaschinenpionier
- Buckner, Jack (* 1961), englischer Langstreckenläufer
- Buckner, Milt (1915–1977), US-amerikanischer Jazz- und Bluesorganist
- Buckner, Randy (* 1970), US-amerikanischer Neurowissenschaftler und Psychologe
- Buckner, Richard Aylett (1763–1847), US-amerikanischer Politiker
- Buckner, Robert (1906–1989), US-amerikanischer Drehbuchautor und Filmproduzent
- Buckner, Simon B. junior (1886–1945), General der United States ArmySimon B. Buckner junior (1886–1945)

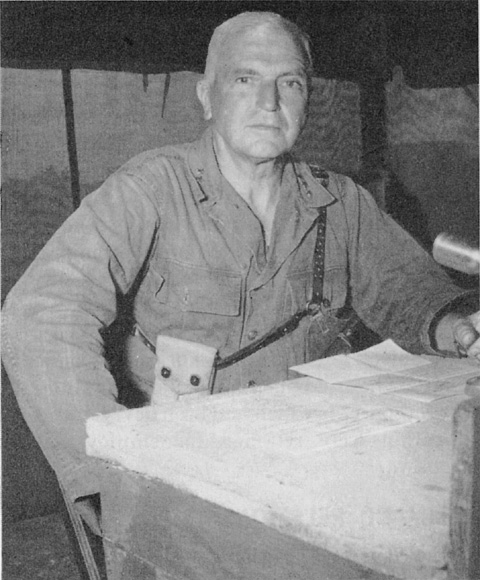
Simon B. Buckner junior (1886–1945)

- Buckner, Simon Bolivar (1823–1914), US-amerikanischer Politiker
- Buckner, Ted (1913–1976), US-amerikanischer Swing-Altsaxophonist
- Buckner, Teddy (1909–1994), US-amerikanischer Jazztrompeter
- Buckner, Thomas (* 1941), amerikanischer Sänger (Bariton) und Komponist
- Bückner, Tim (* 1983), deutscher Politiker (CDU), MdL
- Bucknor, Jermaine (* 1983), kanadischer Basketballspieler
- Bucknum, Jeff (* 1966), US-amerikanischer Autorennfahrer
- Bucknum, Ronnie (1936–1992), US-amerikanischer Automobilrennfahrer

### Bucko
- Buckon, Neal James (* 1953), US-amerikanischer Priester, römisch-katholischer Militärbischof
- Buckongahelas (1750–1805), Häuptling der Lenni Lenape
- Bučkovski, Vlado (* 1962), mazedonischer Politiker
- Buckow, Carl Friedrich Ferdinand (1801–1864), deutscher Orgelbauer in Niederschlesien
- Buckow, Friedel (1897–1979), deutsche Filmeditorin
- Buckow, Karl (1915–1979), deutscher Politiker (CDU)
- Buckowitz, Alfred (1888–1966), deutscher Schriftsteller

### Buckp
- Buckpesch, Walter (1924–2018), deutscher Politiker (SPD), Oberbürgermeister der Stadt Offenbach am Main, MdB

### Buckr
- Buckreus, Andreas (* 1983), deutscher Politiker (SPD) und ehemaliger Polizist
- Buckrham, Divine (* 1999), US-amerikanischer American-Football-Spieler

### Bucks
- Bucksath, Jacobus Johannes (1829–1890), deutscher Maler
- Bucksath, Max (1865–1935), deutscher Opernsänger (Bariton)
- Bucksch, Jens (* 1974), deutscher Gesundheitswissenschaftler
- Bucksey, Colin (* 1946), britisch-US-amerikanischer Filmregisseur, Filmproduzent und Kameramann
- Buckshot, US-amerikanischer Rapper
- Buckson, David P. (1920–2017), US-amerikanischer Politiker
- Buckstegen, Theodor (1939–2023), deutscher katholischer Geistlicher

### Buckt
- Buckton, Peter († 1414), englischer Politiker und Ritter

### Bucku
- Buckup, George (1864–1921), Hamburger Landschafts-, Marine- und Genremaler
- Buckup, Klaus (1945–2010), deutscher Orthopäde und Unfallchirurg

### Buckw
- Buckwar, Evelyn (* 1964), deutsche Mathematikerin und Hochschullehrerin
- Buckwar, Martin (1789–1843), sorbischer Pfarrer
- Buckwheat Zydeco (1947–2016), US-amerikanischer Zydeco-Musiker
- Buckwitz, Harry (1904–1987), deutscher Regisseur, Schauspieler und Intendant
- Buckwitz, Lisa (* 1994), deutsche BobsportlerinLisa Buckwitz (* 1994)

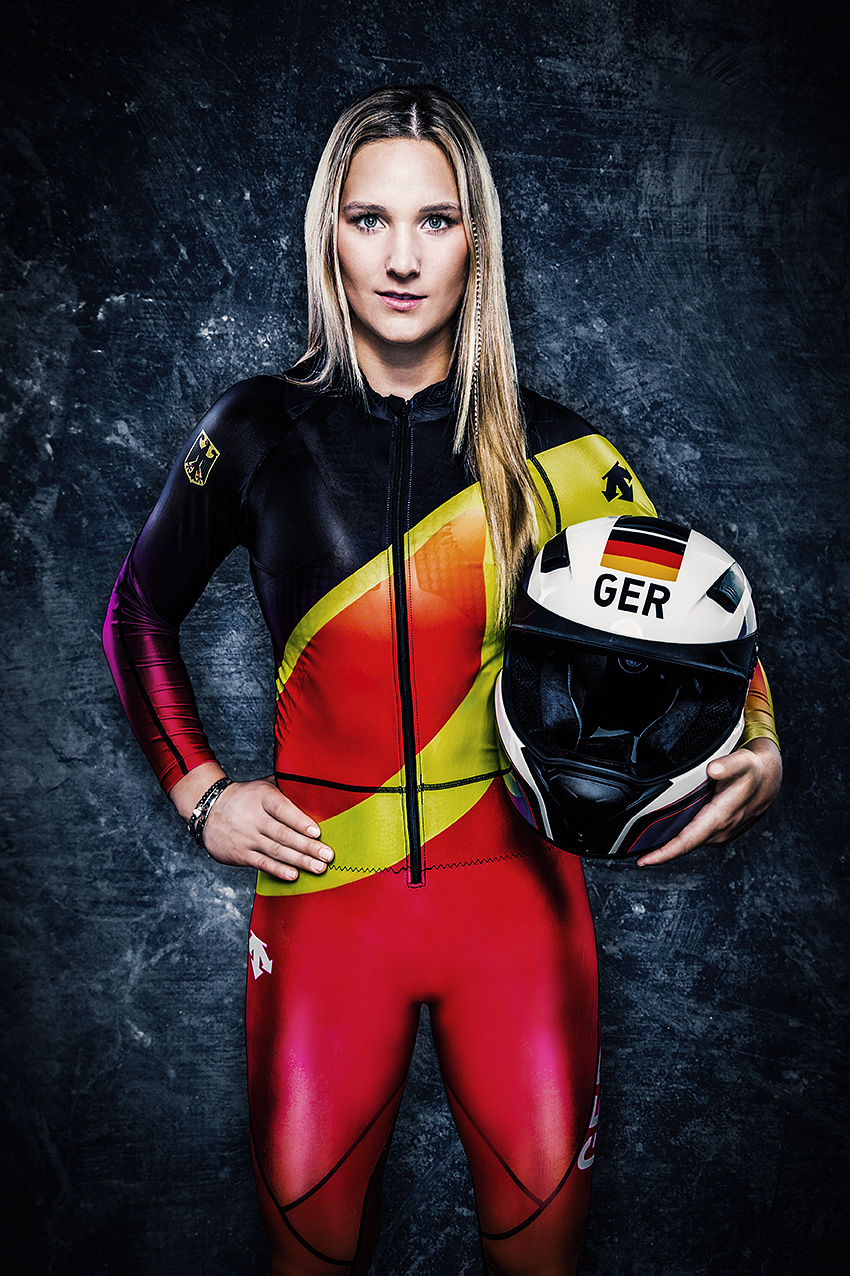
Lisa Buckwitz (* 1994)

- Buckwitz, Marie (1890–1951), österreichische Chemikerin und Sprachpädagogin

### Buckx
- Buckx, Johannes Michiel (1881–1946), niederländischer Geistlicher, römisch-katholischer Apostolischer Vikar von Finnland

### Bucky
- Bucky, Gustav Peter (1880–1963), deutsch-US-amerikanischer Radiologe, Physiker, Wissenschaftler und Erfinder